# Simon Mansel
Pour les articles homonymes, voir Mansel.
Simon Mansel, né entre 1205 et 1220 et mort après 1268, est un noble de la principauté d'Antioche, très probablement originaire du royaume de France, qui fut connétable de la principauté d'Antioche vers 1262.
Il est issu de la famille Mansel, relativement importante au sein de la principauté d'Antioche. Il très probablement est le fils de Robert Mansel, connétable de la principauté d'Antioche de 1207 à 1219, et de son épouse, une sœur de Constantin de Barbaron, d'origine arménienne. L'évêque de Tortose Barthélemy Mansel est donc possiblement son frère. Par sa mère arménienne, il est apparenté au roi Héthoum Ier d'Arménie.
Il épouse une descendante de Simon de Bouillon, chambellan d'Antioche, fille de Constantin de Baberon, seigneur de Barbaron et de Partzapert.
Il est connétable de la principauté d'Antioche lorsque la forteresse de la ville est attaquée et prise par les Mamelouks du sultan Baybars le 14 mai 1268. Le prince Bohémond VI d'Antioche étant à Tripoli, Simon est chargé de la défense de la ville. Le premier jour du siège, il mène une sortie contre les assaillants, mais est fait prisonnier par les Mamelouks et de sa captivité, il tente de négocier la capitulation de la ville, mais les défenseurs restants la rejettent et opposent une résistance farouche aux assaillants malgré leur grande infériorité numérique. Finalement, le 18 mai, la ville est prise d'assaut et mise à sac par les Mamelouks. La population restante est alors massacrée ou réduite en esclavage. Simon est toutefois parmi les rares à être libérés et à s'exiler chez des proches au royaume arménien de Cilicie.